# Dwi Rubiyanti Kholifah
Dwi Rubiyanti Kholifah, comúnmente conocida como Ruby Kholifah, es una líder indonesia de los derechos de las mujeres y activista por los derechos humanos. Es la directora indonesia de la Red de Acción Musulmana Asiática (AMAN).

## Biografía
Nacida y criada en Indonesia, Kholifah se licenció en Literatura por la Universitas Jember (Indonesia) y cursó un máster en Salud y Ciencias Sociales en la Universidad Mahidol de Tailandia, donde estudió la salud sexual y las prácticas de las jóvenes en las escuelas islámicas tradicionales (Pesantren). También ha sido activista de Nahdlatul Ulama. En 2005 se incorporó a la Red de Acción Musulmana Asiática como coordinadora del programa de becas de investigación.
Actualmente es directora de la Red de Acción Musulmana Asiática en Indonesia, y se centra en las mujeres en la consolidación de la paz y la cooperación interreligiosa. En 2014 fue seleccionada como becaria de desarrollo de la Fundación Asia. En 2016 recibió el Premio N-Peace. Ha hablado sobre temas como el uso del hiyab, los derechos de las víctimas de violación, las relaciones interreligiosas, el terrorismo, los derechos de la minoría ahmadiyya y los derechos de los transexuales, entre otros.

## Reconocimientos
Fue reconocida como una de las 100 mujeres de 2014 por la BBC.

## Publicaciones
- Kholifah, DR (2010). Contesting discourses on sexuality and sexual subjectivity among single young Muslim women in pesantren. Saarbrücken: LAP Lambert Academic Publishing.[15]